# 鮭川村エコパーク
鮭川村エコパーク（さけかわむらエコパーク）は、山形県最上郡鮭川村にある自然公園。

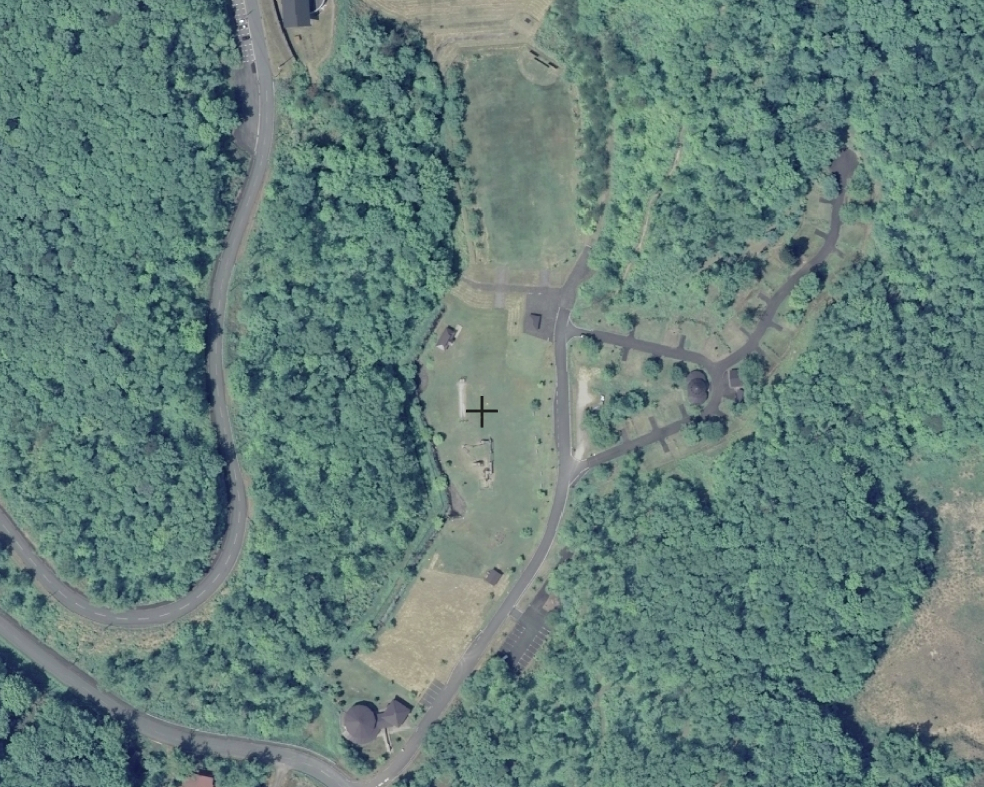
航空写真

## 概要
"自然と共生"をテーマとした自然公園である。森林に囲まれたエリアを木の子の森としており、コテージやキャンプ場も備える。

## 施設概要
- きのこの森センター
- きつつきコテージ
- 栗の木オートキャンプ
- フリーサイト
- ウッドデッキサイト
- 木の子館

## アクセス
- JR新庄駅から車で15分。

## 周辺
- 国道458号